# Meio interestelar
Em astronomia, o meio interestelar (ou MI) refere-se ao material que preenche o espaço entre as estrelas.
Embora a maior parte da matéria das galáxias esteja concentrada nas estrelas, o espaço que há fora delas não é tão vazio quanto costuma-se imaginar. A importância do estudo do meio interestelar deve-se à formação de novas estrelas, que ocorre nessa região.
O meio interestelar possui uma densidade muito baixa, consistindo principalmente de gás e poeira, que também podem ser distribuídos na forma de nuvens individuais chamadas de nuvens moleculares.

## Gás interestelar

Nebulosa de Órion,
uma região HII muito conhecida

A maior parte do meio interestelar é composta por gás, constituído principalmente de hidrogênio - tanto na forma molecular quanto na forma atômica. Perto das estrelas muito massivas e quentes, o hidrogênio é ionizado pela radiação ultravioleta que provém dessas estrelas. Assim, o gás acaba brilhando por fluorescência. O que se denomina Região HII nada mais é do que o gás hidrogênio ionizado pelas estrelas, ou seja, vemos o gás brilhante na forma de uma nebulosa de emissão. Esse tipo de nebulosa tem o vermelho como cor predominante, devido à emissão de radiação durante a transição do elétron nas camadas do átomo.
Em outras partes do meio interestelar também encontramos o hidrogênio em sua forma neutra (HI). Os cientistas identificaram moléculas que são uma forma de carbono chamada "buckminsterfulereno",  que consiste em 60 átomos de carbono (C60) dispostos em uma esfera oca. O C60 fica ionizado quando a luz ultravioleta das estrelas arranca um elétron da molécula, dando ao C60 uma carga positiva (C60 +).
Como foi citado acima, há formação de estrelas no meio interestelar. Assim, a quantidade de gás diminui continuamente com o tempo. As estrelas são formadas a partir do colapso que ocorre dentro das nuvens moleculares gigantes. Na realidade, a fragmentação dessas nuvens enquanto colapsam dá origem a aglomerado de estrelas de baixa massa.

## Poeira interestelar

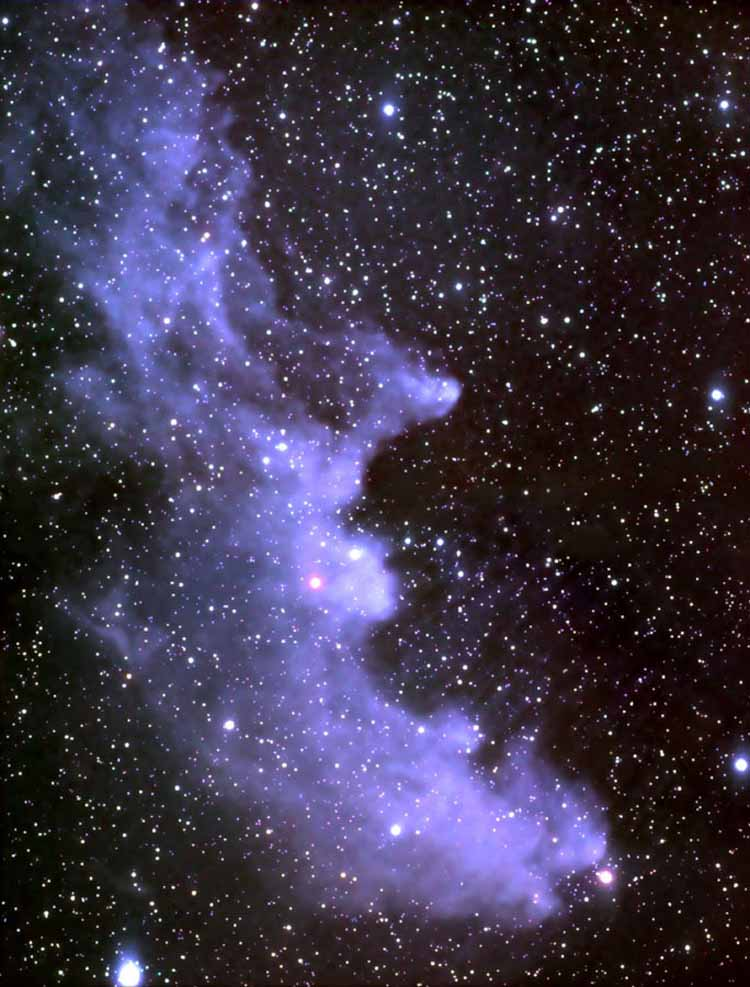
Nebulosa Cabeça da Bruxa,
um exemplo de nebulosa de reflexão

A poeira que preenche o espaço entre as estrelas (poeira interestelar) é composta basicamente por grafite, silicatos e gelo de água, em grãos de diversas formas e tamanhos, porém muito menores do que a poeira encontrada na Terra.
O raio típico desses grãos é de 10-9 m a 10-7 m e eles representam cerca de 1% da massa do meio interestelar. Sua densidade média é de cerca de um grão para cada 106 m3.
Essa poeira circunda algumas estrelas, refletindo sua luz e formando uma nebulosa de reflexão, de cor predominantemente azulada.
Isso acontece porque as partículas de poeira são muito pequenas para refletir luz com comprimentos de onda muito grandes, que apresentam cores mais vermelhas. Assim, a luz com comprimentos de onda menores (mais voltados para o azul) são refletidos pela poeira interestelar. Sabemos que a nebulosa está refletindo a luz da estrela porque o espectro dessas nebulosas é o mesmo espectro da estrela que a ilumina.

## Nuvens moleculares
O estudo das nuvens moleculares baseia-se na análise da distribuição da poeira interestelar. A concentração desse tipo de poeira resulta nas nuvens escuras, que são conhecidos locais de formação de estrelas. Brevemente falando, temos uma classificação geral das nuvens moleculares:
- Glóbulo de Bok: nuvens moleculares menores, geralmente encontradas em agrupamentos. A absorção de radiação por esses glóbulos é mínima (cerca de 1,0 magnitudes de extinção visual para os grandes glóbulos e entre 2,0 e 5,0 magnitudes para pequenos glóbulos).
- Objeto de Barnard: glóbulos maiores, mais isolados. Esses objetos apresentam absorção de aproximadamente 2,5 magnitudes.

Um detalhe interessante é que as nuvens moleculares gigantes são os objetos mais massivos da galáxia!
Esses estudos de nuvens moleculares são feitos por meio de rádio-observações, que permitem a obtenção das condições físicas desses ambientes interestelares. Existe uma outra classificação, que leva em consideração o formato da nuvem molecular, chamada de Classificação de Van den Bergh:
- Alfa: nuvem amorfa;

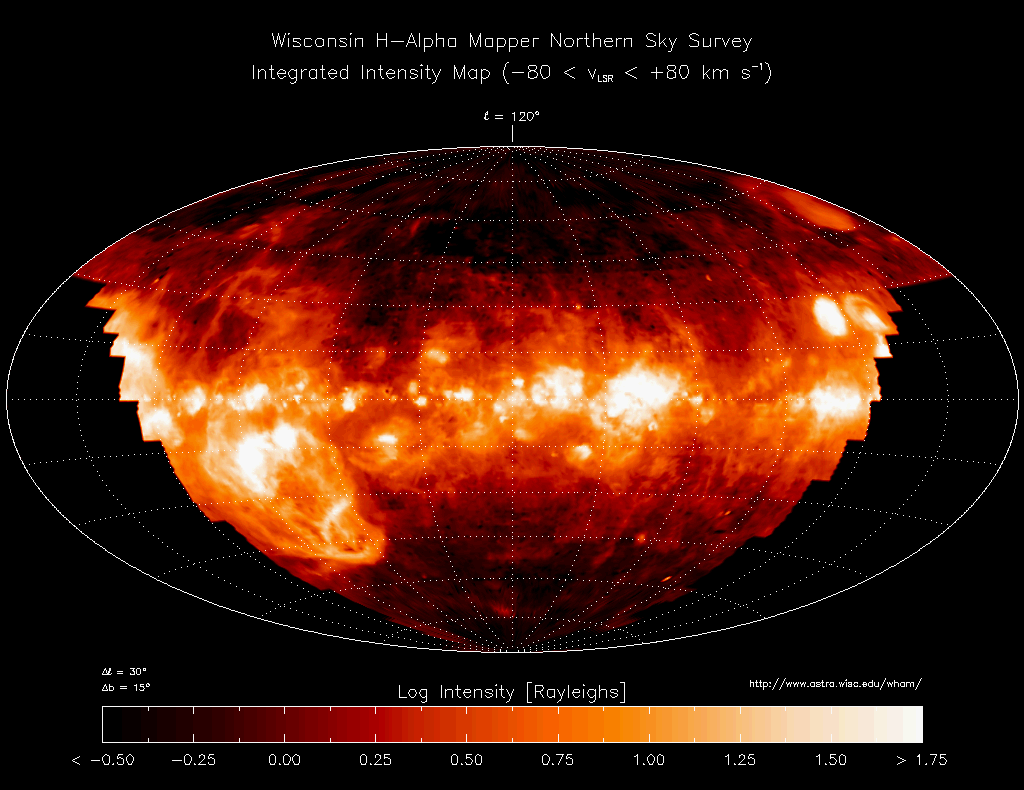
Distribuição do hidrogênio ionizado (conhecido como H II - da antiga tecnologia espectroscópica) nas partes do meio interestelar galático visível do hemisfério norte da Terra, observado pelo Wisconsin Hα Mapper.

- Beta: nuvem com alguma estrutura e contornos bem definidos;
- Gama: traços de absorção fora de regiões HII;
- Delta: traços de absorção em regiões HII.

As propriedades médias da região central das nuvens moleculares são:
- densidade média de 104 cm−3, constituído principalmente de hidrogênio molecular;
- temperatura média entre 10 e 30 K;
- campo magnético médio entre 20 e 30 μG;
- razão de gás ionizado para gás neutro de aproximadamente 10−7;
- tamanho médio de 1017, ou cerca de 0,05 pc;
- velocidade angular de rotação média de 10−14 rad/s.
A formação estelar ocorre nas nuvens moleculares localizadas próximas ao plano da Galáxia.

## Formação de estrelas
Observações indicam que as estrelas são formadas da matéria interestelar, provavelmente quando uma nuvem de gás torna-se gravitacionalmente instável e colapsa.
A existência de nuvens moleculares, dos glóbulos de Bok, dos envoltórios das estrelas recém-formadas (também chamadas de estrelas T-Tauri), todas essas evidências confirmam a possível relação entre as nuvens de gás e poeira e a formação de estrelas.

## Dinâmica e equilíbrio no meio interestelar
Os processos dinâmicos são características do meio interestelar, pois são eles que definem as estruturas estáveis observadas. A matéria interestelar pode ter origens diversas:
- perda de massa de estrelas gigantes vermelhas;
- nebulosas planetárias;
- ventos estelares;
- supernovas;
- queda de matéria extragalática.

Os principais processos dinâmicos podem ser resumidos da seguinte forma:
- Interação de supernovas com o meio interestelar: pois o aumento da temperatura e da pressão do gás resulta em sua expansão. A energia explosiva se converte em energia cinética do gás; parte da energia que resta é transformada em energia térmica do gás.
- Expansão de regiões HII e nebulosas planetárias: a região HII contém gás quente a alta pressão, e está imerso em gás frio a baixa pressão; o gás quente tende a se expandir e esse processo dinâmico gera uma onda de choque. A expansão se dá por meio da frente de ionização que se propaga através do gás neutro.
- Vento estelar: o mecanismo de aceleração dos ventos estelares, que ocorre na maior parte das estrelas, pode ser derivado da ação da pressão estelar sobre os íons e os grãos de poeira, da dissipação de energia por ondas, da pulsação, do efeito de gradientes de pressão, etc. As estrelas quentes e massivas, também conhecidas como estrelas dos tipos O e B, são aquelas que contêm ventos mais rápidos (~ 1000 km/s). Os ventos estelares são a transição entre o gás circunstelar e o interestelar.
- Colisões de nebulosas difusas: as nebulosas difusas possuem características peculiares e, quando colidem, podem dissipar energia cinética em forma de calor por meio de ondas de choque. O equilíbrio das nuvens difusas provém da injeção de energia por parte de supernovas.